# Самедзаде, Айгюн Зияд кызы
Айгюн Зияд гызы Самедзаде (азерб. Aygün Ziyad qızı Səmədzadə; род. 11 января 1967, Баку) — азербайджанский композитор, Народный артист Азербайджана (2018), директор Гянджинской государственной филармонии имени Фикрета Амирова, член Союза композиторов Азербайджана, доктор философских наук по искусствоведению, доцент.

## Биография
Айгюн Самедзаде родилась 11 января 1967 года в Баку в семье известного учёного-экономиста,академика Зияда Самедзаде.
Начальное образование получила в средней специальной музыкальной школе имени Бюльбюля, которую окончила в 1985 году с именной стипендией и золотой медалью.
В том же году поступила на историко-теоретический факультет Азербайджанской государственной консерватории (ныне Бакинская музыкальная академия), была участником и победителем ряда республиканских и всесоюзных научных конференций и конкурсов.
Награждена дипломом конкурса, посвящённого 100-летию Узеира Гаджибекова, на III Республиканской научной конференции - золотой медалью, а также дипломом первой степени конкурса  за лучшую студенческую научную работу проведённого среди стран Закавказья.
В годы учёбы была стипендиаткой имени Гаджибекова. Окончив консерваторию с отличием в том же году была приглашена работать преподавателем на кафедре История музыки, где преподавала историю музыки европейских стран, музыкальную культуру тюркских народов, музыкальную критику. С 1990 по 2016 года была доцентом этой кафедры.С 2003 года композитор, музыковед Айгюн Самедзаде является членом Союза композиторов Азербайджана.
В том же году Айгюн Самедзаде защитила диссертацию "Черты стиля творчества Ахмеда Аднана Сайгуна.
Кроме того, А. Самедзаде опубликовала ряд научных статей по истории азербайджанской музыки,среди которых можно перечислить «Роль меценатства в развитии азербайджанской культуры", «Хуршудбану Натаван и азербайджанская культура», «Шах Исмаил Хатаи и азербайджанская культура», «Мир Мовсун Навваб», «Вклад Гаджи Зейналабдина Тагиева в развитие азербайджанской культуры», «Некоторые стилистические особенности творчества Аднана Сайгуна».
Айгюн Самедзаде — автор более 200 песен, которые занимают особое место в репертуаре многих известных певцов. Многие из этих произведений собраны в альбомах «Bu dunyani nagil bilek»,  «Ehmed Cavad», «Veten mahnilari» и в альбоме «Azerbaycan», состоящем из 4-х дисков.
Айгюн Самедзаде автор музыки многих театральных постановок и фильмов, в том числе ,«Qatil» (Баку; Национальный Драматический Театр), «Шекспир» - Эльчина Эфендиева (Стамбул; Харбийе Мухсин Эртугрул), «Амир Теймур» (Баку; Национальный Драматический Театр), «Iblis» - Гусейна Джавида (Стамбул; Харбийе Мухсин Эртугрул), «Menem men (Nesimi)» - Ильгара Фахми ( Баку; Театр YUG), «Письмо незнакомки» - Стефана Цвейга (Национальный Драматический Театр). А также она является автором музыки к фильмам: «Elave tesir» (Дополнительное воздействие), «Sirr» (Тайна), «Axirinci dayanacaq» (Последняя остановка).
Айгюн Самедзаде - автор симфонических произведений  «Turkustan», «Hesret», «Qumsal», «Esq», вокально-хореографической композиции «Hezret-i Fatima», автор марша "Istiqlal",посвящённого 100-летию республики. В эти же годы А.Самедзаде создала серию произведений на слова великого поэта независимости Ахмеда Джавада. К ним относятся кантата «Ey Turk», состоящая из нескольких самостоятельных номеров (Ey Turk, Bismillah, Turk Ordusuna, Elin bayragı, Men bulmusam, Susmaram, Sehidlere) вокально-инструментальная композиция «Sen aglama», Романсы «Niye gelmedin?», «Qurban oldugum» и другие. Премьеры перечисленных произведений состоялись 15 сентября 2018 года в Анкаре, 10 ноября 2018 года в Баку и 20 марта 2019 года в Эскишехир. Произведения были исполнены оркестром CSO (Президентским симфоническим оркестром Турции) хором TRT и Азербайджанским государственным симфоническим оркестром. Надо отметить, что ещё в начале творческой пути А. Самедзаде была победителем  нескольких республиканских конкурсов.
В 2000 году песня «Mekteb illeri» заняла первое место на конкурсе «Best of Best». В 2002 году песни «Bu dunyani nagil bilek», «Yagis» заняли первые места на конкурсе-фестивале "Negmelerin negmesi», а песня  «Tut agacim» была награждена Гран-при и призом зрительских симпатий.
В 2008 году Национальный олимпийский комитет совместно с Министерством культуры и туризма Азербайджана и Союзом композиторов Азербайджана присудили первое место произведению «Qelebe cal» представленном композитором на песенном конкурсе «Спорт и Олимпиада».
В 2005, 2009, 2015 ,2017,2018 годах А.Самедзаде давала авторские концерты во Дворце Гейдара Алиева, Международном центре мугама, на Международном музыкальном фестивале «Шёлковый путь» в Шеки, в Зелёном театре и в ряде городов Азербайджана и Турции.
Во время второй карабахской войны Айгюн Самедзаде написала ряд произведений, олицетворяющий героических дух азербайджанского народа,в числе которых, «Diaspora marsi», «Can Azerbaycan», «Zefer negmesi,», «Qehremanım" занимают особое место.
Айгюн Самедзаде - автор ряда телевизионных проектов, связанных с продвижением азербайджанской культуры.
В 2019 году она была автором руководителем проекта и автором Книги «Азербайджан в 100 песнях», состоящего из патриотических песен азербайджанских композиторов.
Одно из последних достижений композитора - проект "Hesrete son",посвящённый  33 летней трагедии и победе во Второй Карабахской войне. Следует отметить что,видеосопровождение произведения происходило почти,сразу же после войны,на наших освобождённых землях, и "Hesrete son"можно считать одной из интересных инициатив по донесению миру армянского вандализма через искусство.
С 2012 года Айгюн Самедзаде возглавляет Арт-центр «NEFES».
15 сентября 2011 года А.Самедзаде было присвоено звание Заслуженного деятеля искусств Азербайджанской Республики, а 27 мая 2018 года звание Народной артистки Азербайджана.
17 мая 2025 года Айгюн Самедзаде назначена директором Гянджинской государственной филармонии имени Фикрета Амирова

## Дискография

### Песни
- Ad günü I (versiya 1) – Рашад Ильясов
- Ad günü I (versiya 1) - Айсель Ализаде
- Ad günü I (versiya 1) - Айгюн Кязимова
- Ad günü I (versiya 1) - Аяз Касумов
- Ağla - Эйюб Якубов
- Ayrılıq - Илаха Фада
- Azərbaycan - Нурлан Новрасли, Гисмят Мамедзаде, Лейла Идрисова, Айгюн Кязимова, Ильгар Мурадов, Эльтон Гусейналиев
- Azərbaycan - Вюсал Гаджиев
- Bakı haqqında nağıl - Эйюб Якубов
- Bakı küləyi - Эйюб Якубов
- Bakım – Эльвин Раджабов
- Bakım mənim - Аббас Багиров
- Bakinskiy roman - Гисмят Мамедзаде
- Bağışla - Лала Мамедова
- Bayatılar - Гюлистан Алиева
- Bilirəm – Кямаля Ахмедова
- Bir sevgi (versiya 1) - Нюшаба Алескерли
- Bir sevgi (versiya 2) - Лала Мамедова
- Bismillah (versiya 1) - Орхан Джалилов
- Bismillah (versiya 2) - Тейюб Асланов
- Bizdən danışaq - Айгюн Кязимова, Рауф Ахмедов
- Bu dünyanı nağıl bilək - Ильгар Мурадов,
- Bu gecə - Айгюн Самедзаде
- Bu sevgi - Фидан Сулейманова
- Bu şəhər ikimizindir - Аяз Касумов
- Can Azərbaycan - Кямаля Ахмедова
- Darıxdım - Айгюн Бейлер
- De ki - Бриллиант Дадашева
- Deyirdilər inanmırdım - Нурлан Новрасли
- Dəli eşq - Лала Мамедова
- Dəniz - Нигяр Джалилова
- Diaspora marşı - Пярвиз Абдуллаев, Алмаханум Ахмедли,  Орхан Джалилов, Аяз Касумов, Кямаля Ахмедова, Вюсал Гаджиев, Нигяр Джалилова
- Dostum - Пярвиз Абдуллаев
- Duman, al, apar məni! - Группа «Шерон»
- Elegiya - Аяз Касумов
- Elin bayrağı - Вюсал Гаджиев, Нурлан Новрасли, Пярвиз Абдуллаев, Орхан Джалилов, Эмин Зейналлы
- Eşidirsənsə tələs - Эльтон Гусейналиев
- Eşq yağışı - Пярвиз Абдуллаев
- Ey, vətən! - Аяз Касумов
- Ey Türk- Тейюб Асланов, Орхан Джалилов, Нигяр Джалилова
- Gecələr - Азерин
- Gecə valsı - Нурлан Новрасли
- Gecikmiş etiraf – Айгюн Самедзаде, Вюсал Гаджиев
- Gəl qayıdaq bu sahilə - Рашад Ильясов
- Gəncə - Аббас Багиров
- Gəncə - Аяз Касумов
- Gözəlimsən - Айгюн Самедзаде, Аяз Касумов
- Gözlərindən gülənim (versiya 1) - Нюшаба Алескерли
- Gözlərindən gülənim (versiya 2) - Лейла Идрисова
- Gözüm səni axtarır - Нюшаба Алескерли
- Həsrət nəğməsi - Рашад Ильясов
- İnan, günəş doğacaq - Бриллиант Дадашева, Вюсал Гаджиев, Замик Гусейнов, Гюнай Ибрагимли, Орхан Джалилов, Пярвиз Абдуллаев, Нигяр Джалилова, Айгюн Кязимова, Ламия Гашимова
- İstəmirəm bu eşqi - Матанат Искандарли
- İstiqlal - Пярвиз Абдуллаев, Гюнай Ибрагимли, Нигяр Джалилова, Вюсал Гаджиев, Аяз Касумов, Кямиля Набиева, Орхан Джалилов
- Kaderinle barış - Гюнай Ибрагимли
- Köçüm gərək bu şəhərdən – Гюлистан Алиева
- Qəhrəmanım – Айгюн Самедзаде, Ильгар Мурадов, Кямаля Ахмедова, Эйюб Якубов, Аббас Багиров
- Qəfil zəng – Аяз Касумов
- Qəlbində gizli yaşayım - Эльнур Мамедов
- Qələbə çal - Айгюн Бейлер, Аяз Касумов, Натаван Хабиби, группа «Шерон», Фидан Сулейманова
- Qurban olduğum - Пярвиз Абдуллаев, Нигяр Джалилова
- Layla - Лейла Идрисова
- Məktəb illəri - Лала Мамедова
- Məktub - Замина Рагимова
- Mən bulmuşam – Мялякханум Эйюбова
- Mən də varam - Гаджи Назим
- Mənim soyadımda - Лала Мамедова
- Neyləyim? – Зульфия Ханбабаева
- Nədən həyat? - Роя Айхан
- Niyə gəlmədin? - Пярвиз Абдуллаев
- Olmadı olmaz – Айгюн Самедзаде
- Ömrümüzün ilk sevgisi - Эльнур Мамедов
- Ömür gedir - Айгюн Самедзаде
- Payız yağışı - Эльтон Гусейналиев
- Peşmanam – Аяз Касумов
- Ruhumuz qovuşacaq - Флора Кяримова
- Sevəcəksən gizlicə - Аяз Касумов, Хава Долев
- Sevgi deyilmiş - Рашад Ильясов
- Sən bizimləsən – Бриллиант Дадашева, Ильгар Мурадов
- Səndən danışmaq nə xoş - Фидан Сулейманова
- Sənə möhtacam - Группа «Шерон»
- Sənətkar taleyi - Айгюн Самедзаде
- Sənli günlərimçün darıxmışam - Ильхама Кулиева
- Subaylığın son gecəsi - Эльтон Гусейналиев
- Susan mahnı - Айгюн Самедзаде
- Şəhidlərə - Вюсал Гаджиев, Алмаханум Ахмедли, Нигяр Джалилова, Нурлан Новрасли, Пярвиз Абдуллаев, Орхан Джалилов, Эмин Зейналлы
- Tənha royal - Ильгар Мурадов
- Tut ağacım - Айгюн Бейлер
- Tut ağacım - Акиф Сулейманбейли
- Tut əlimdən - Эмиль Бадалов
- Türk ordusuna – Нигяр Джалилова
- Unuda bilmirəm – Айтадж Видадикызы
- Unut bir anlıq – Гюлистан Алиева
- Yağış –Эйюб Якубов
- Yar onun - Рашад Ильясов
- Yarpaqlar titrəsə - Вюсал Гаджиев
- Yeni il - Вюсал Гаджиев, Лейла Идрисова, Аяз Касумов, Джейхун Зейналов, Фидан Сулейманова, Яшар Юсуб
- Yol gedirəm (versiya 1) - Айгюн Кязимова
- Yol gedirəm (versiya 2) - Нигяр Джалилова
- Zəfər nəğməsi – Гюнай Ибрагимли